# Песчаная (бухта, Байкал)
Бу́хта Песча́ная — залив на юго-западном берегу озера Байкал, в Иркутском районе Иркутской области, на территории Прибайкальского национального парка.
Находится в 33 км по прямой к северо-востоку от села Большое Голоустное, окружена отрогами Приморского хребта. От села до бухты проходит участок Большой Байкальской тропы. 
Бухта вдаётся в сушу на 400 метров. Ширина входа в бухту между мысами Малый Колокольный и Большой Колокольный — 950 метров.
В глубине бухты расположены пристань, турбаза и центр отдыха.

Слайды
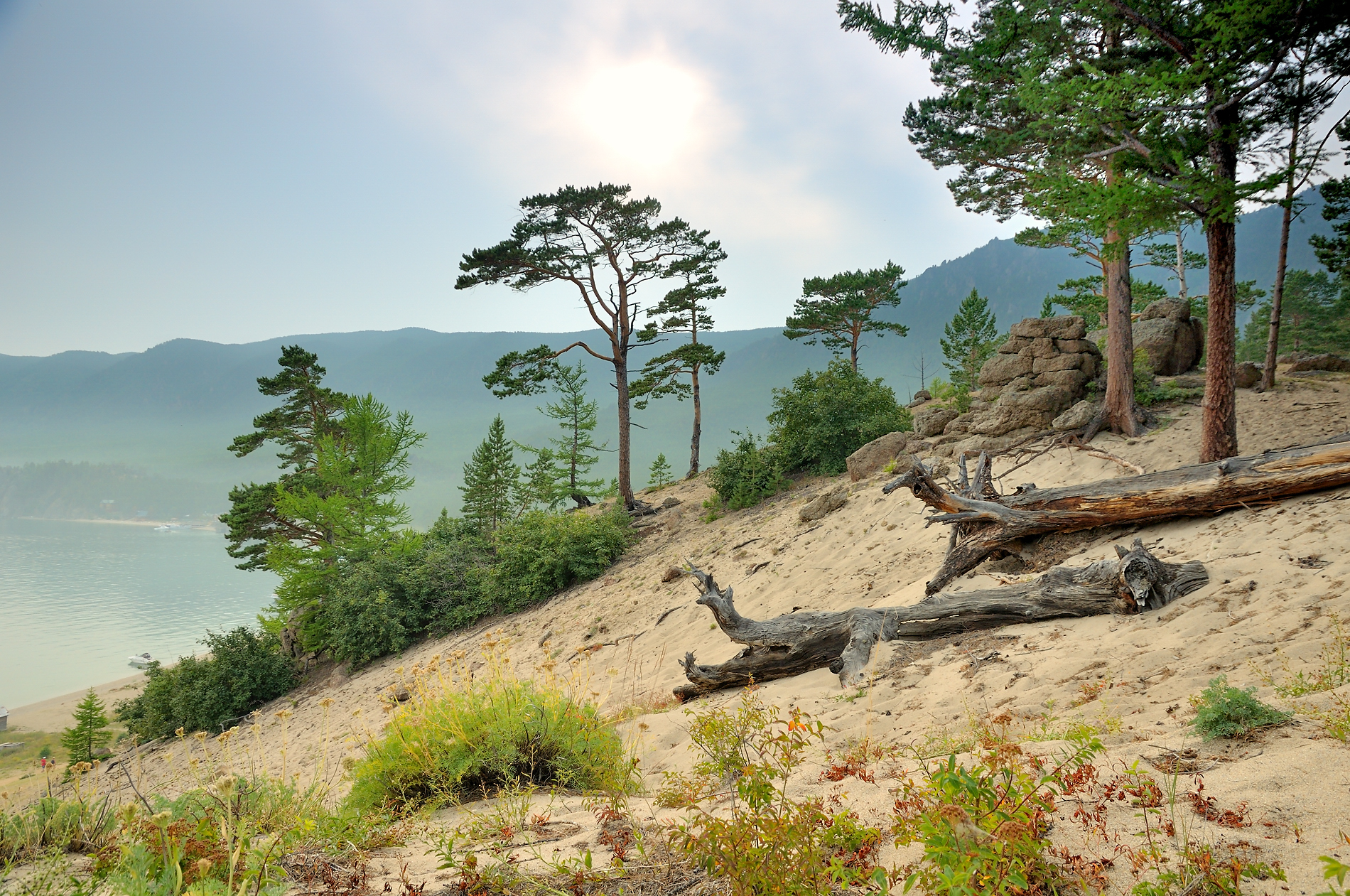
Бухта Песчаная
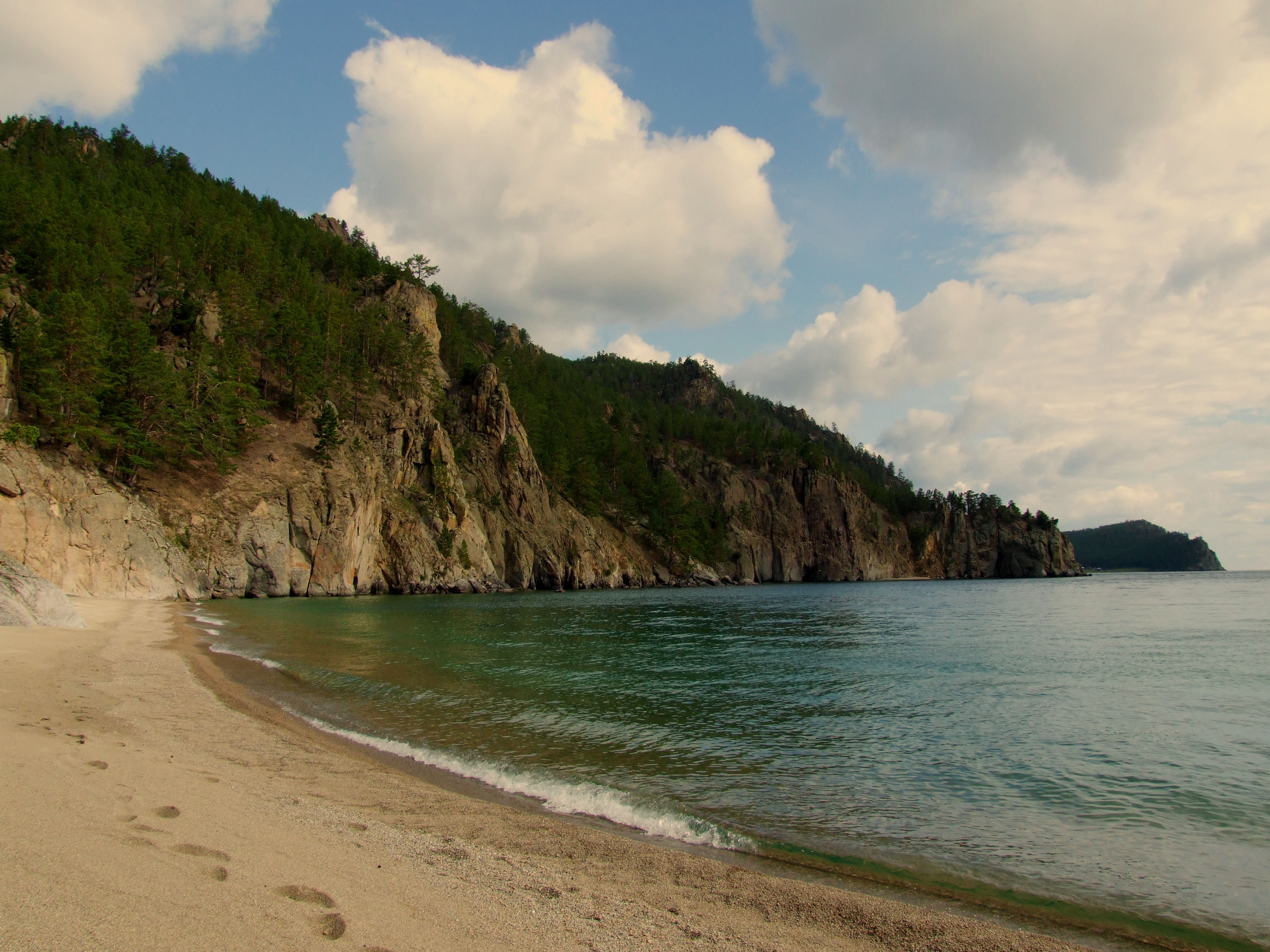
Береговая линия
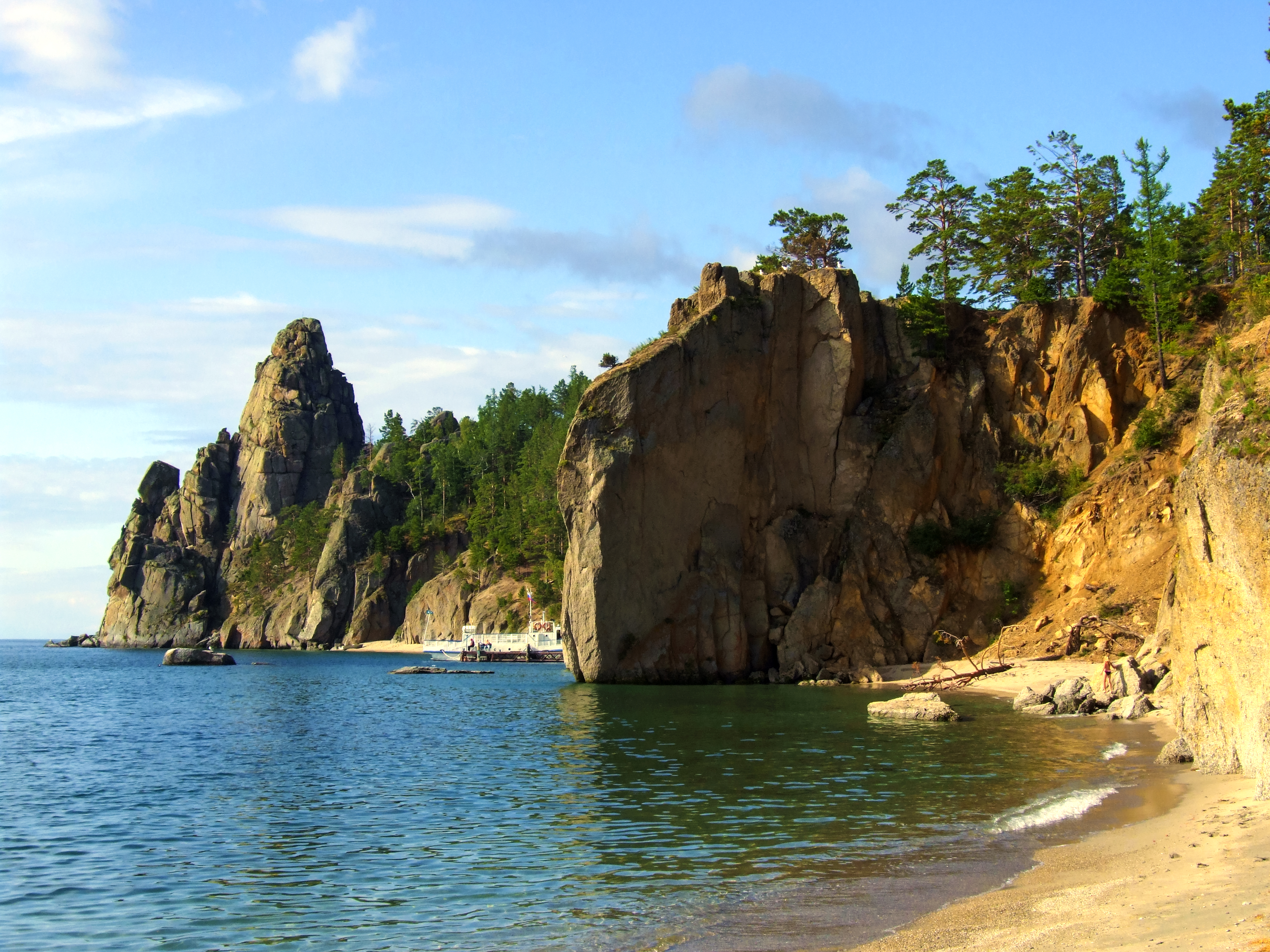
Скалы
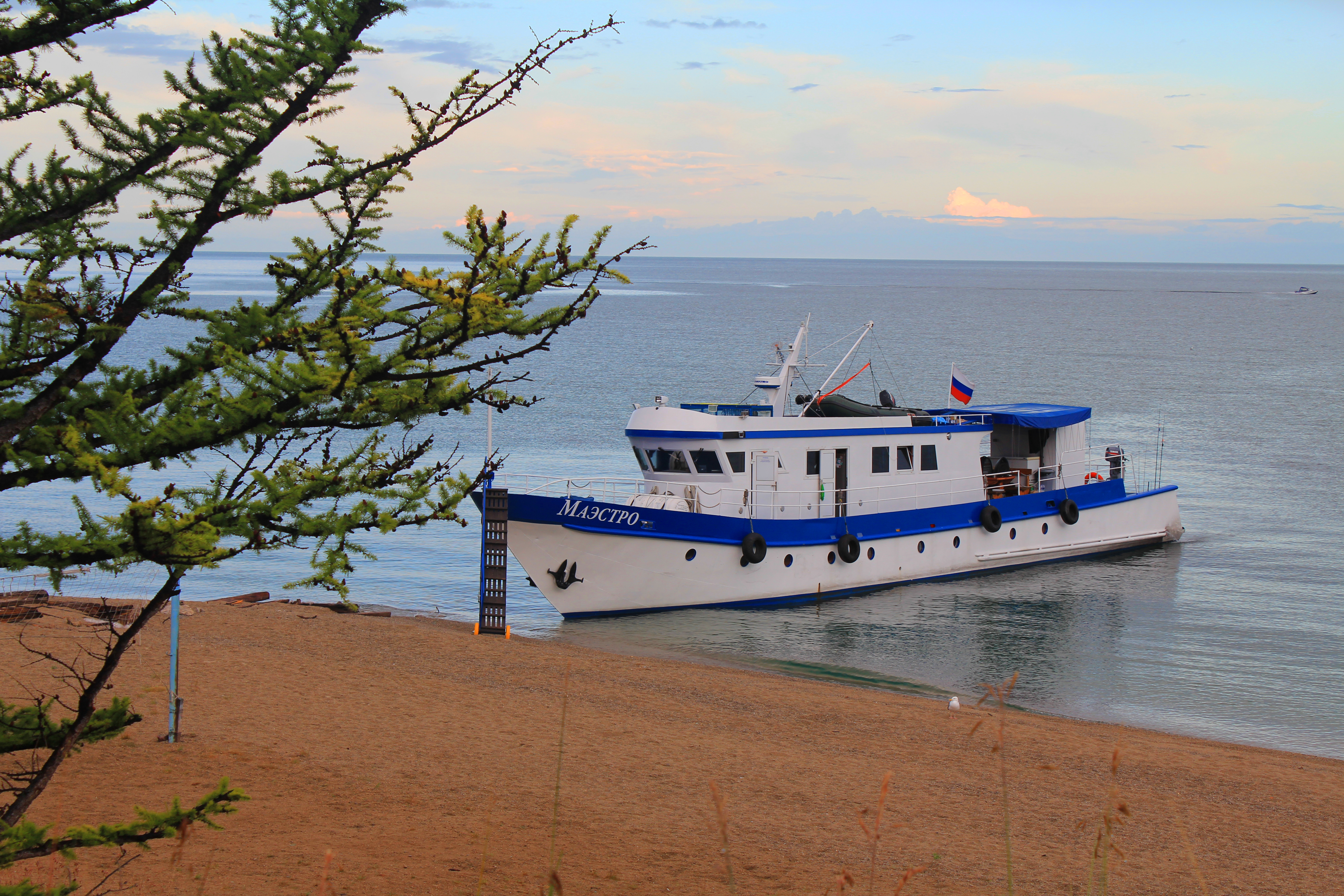
Судно на берегу
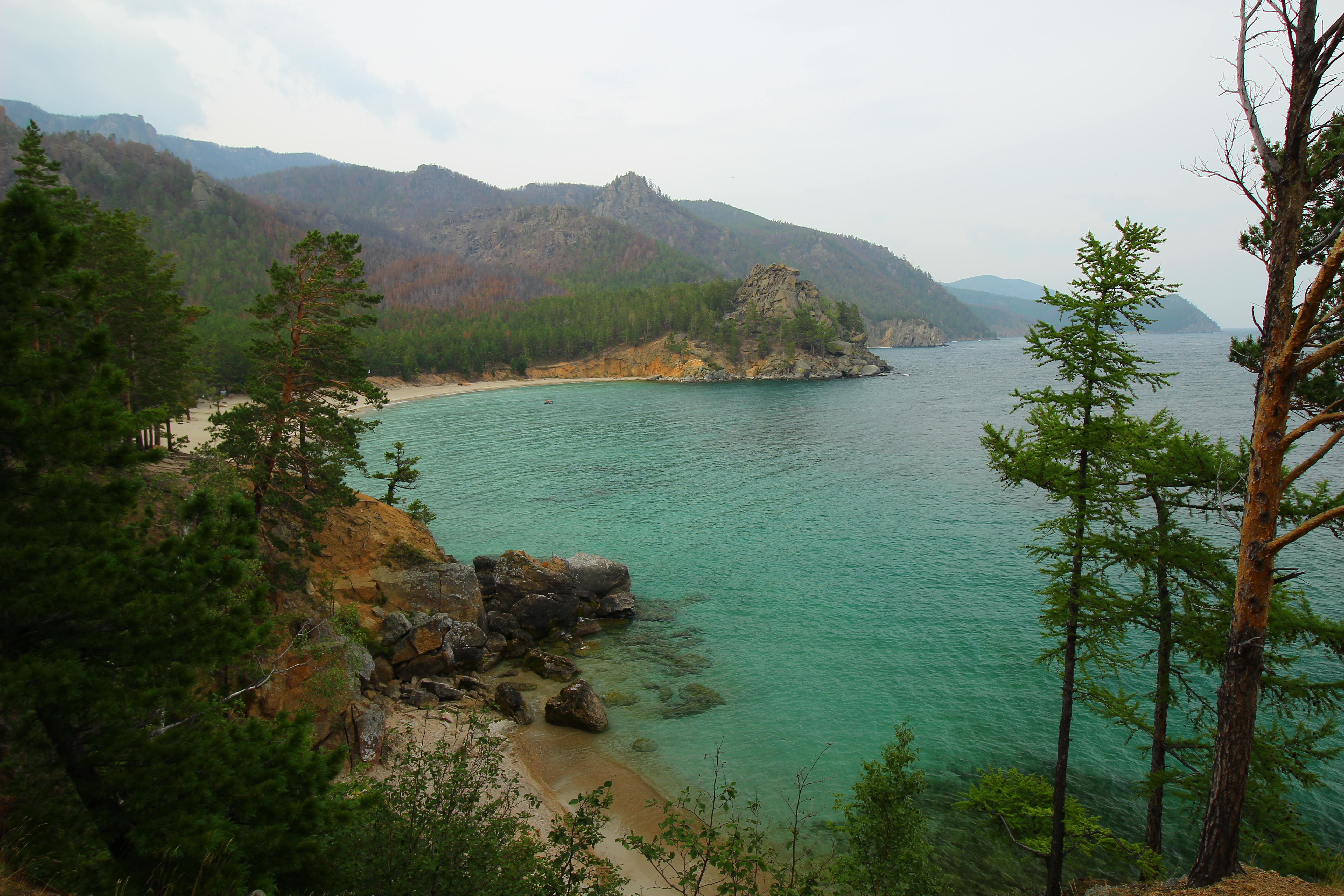
Байкальское умиротворение
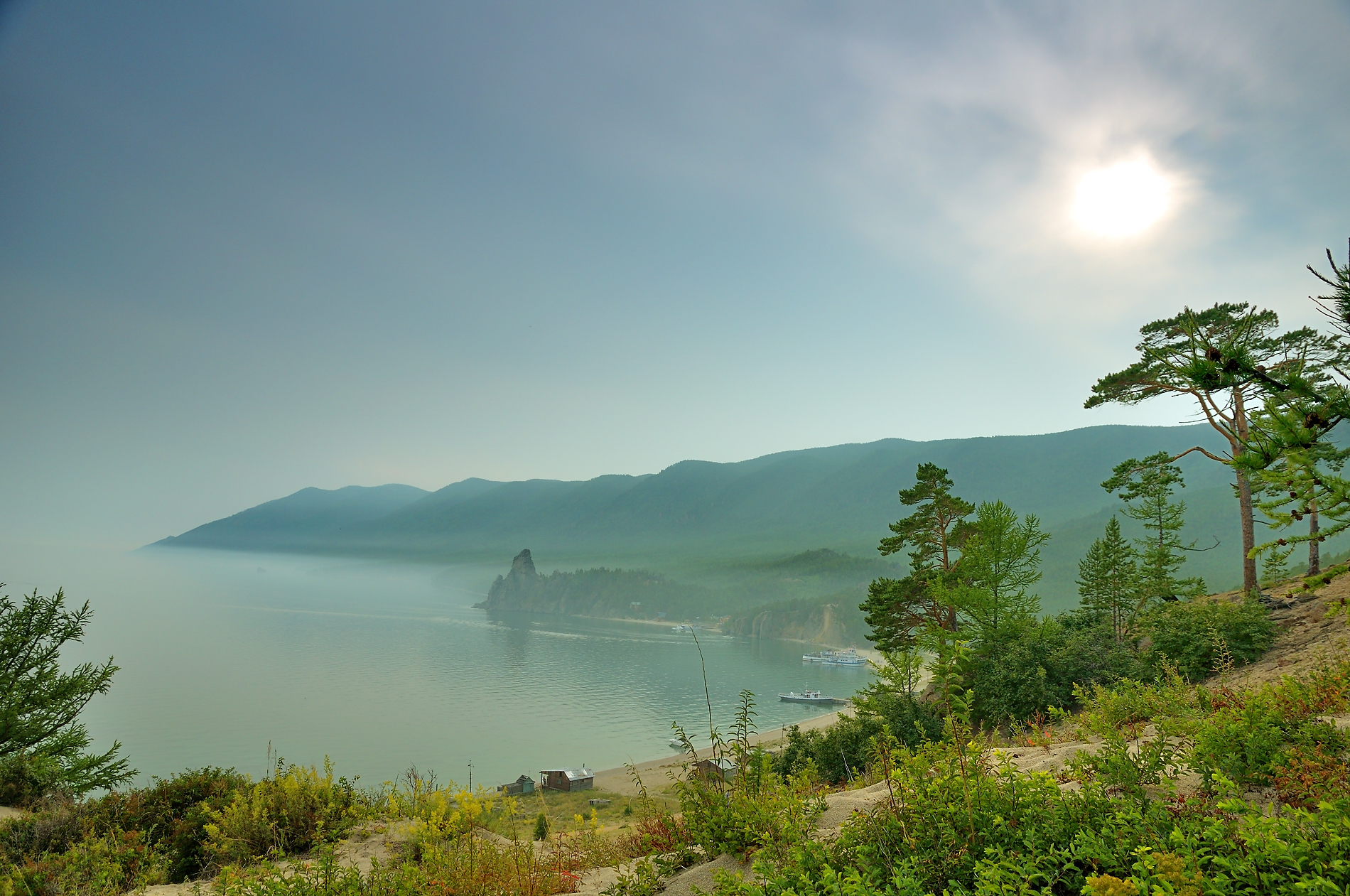
Вид на бухту
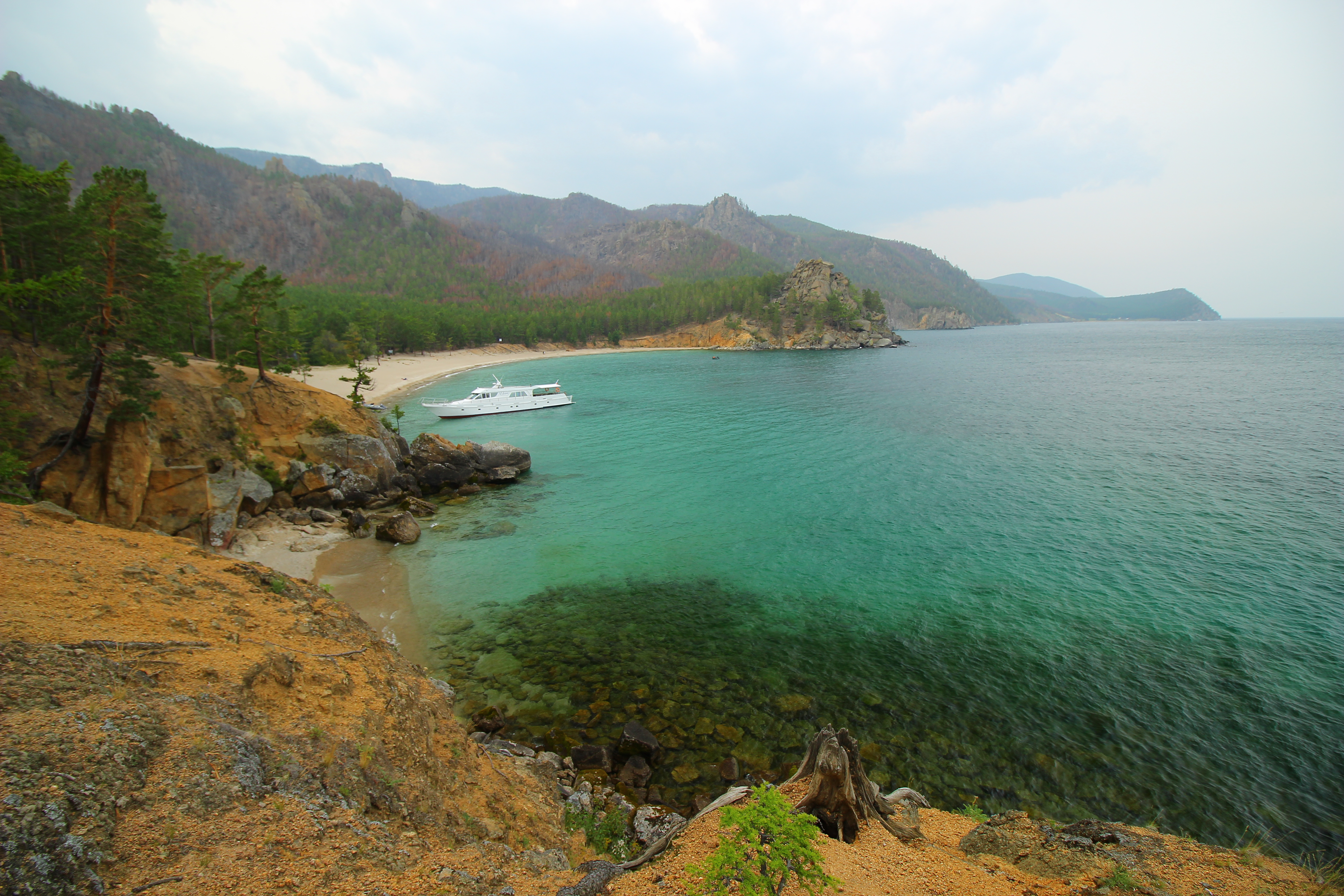
Изумрудные воды
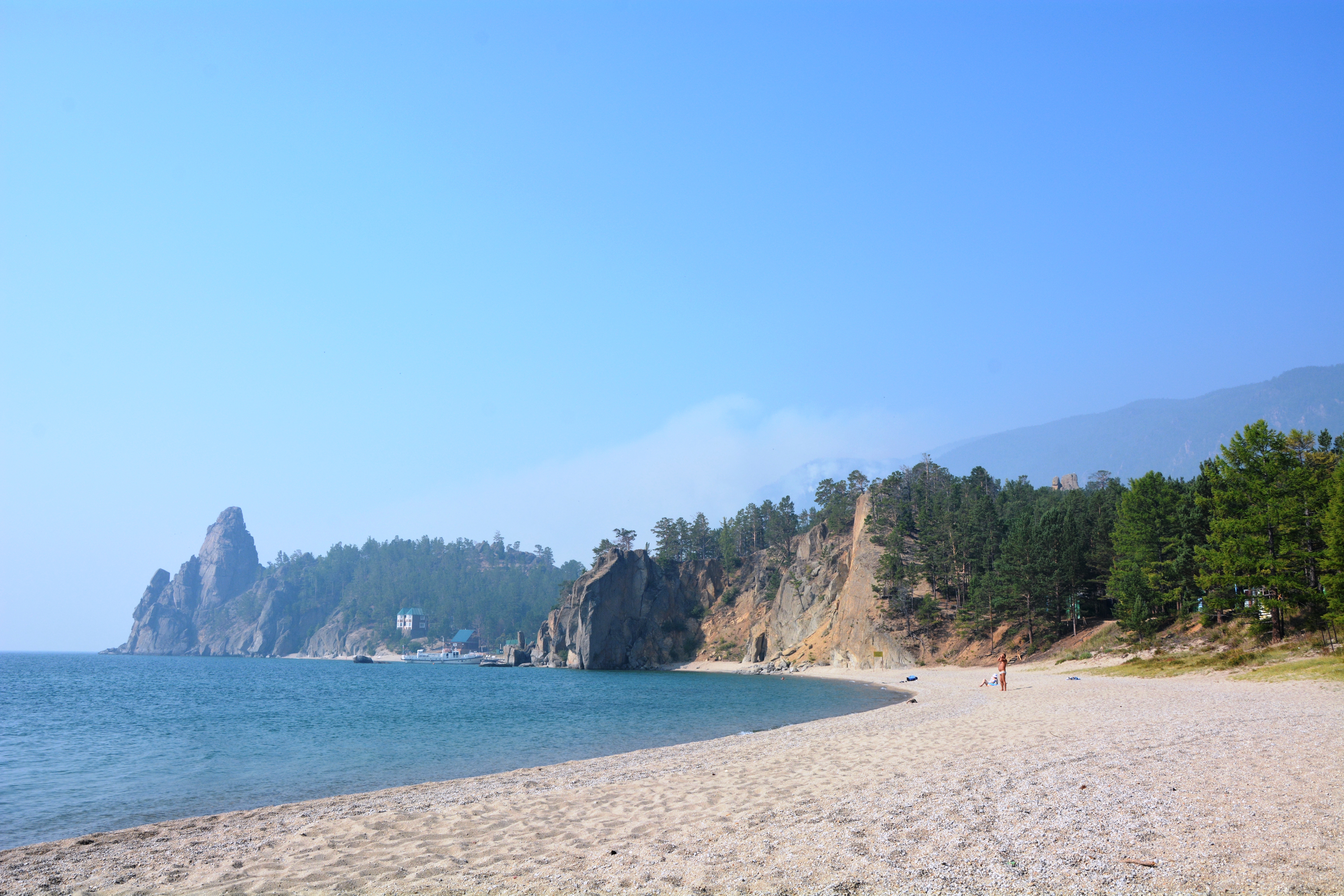
Пляж
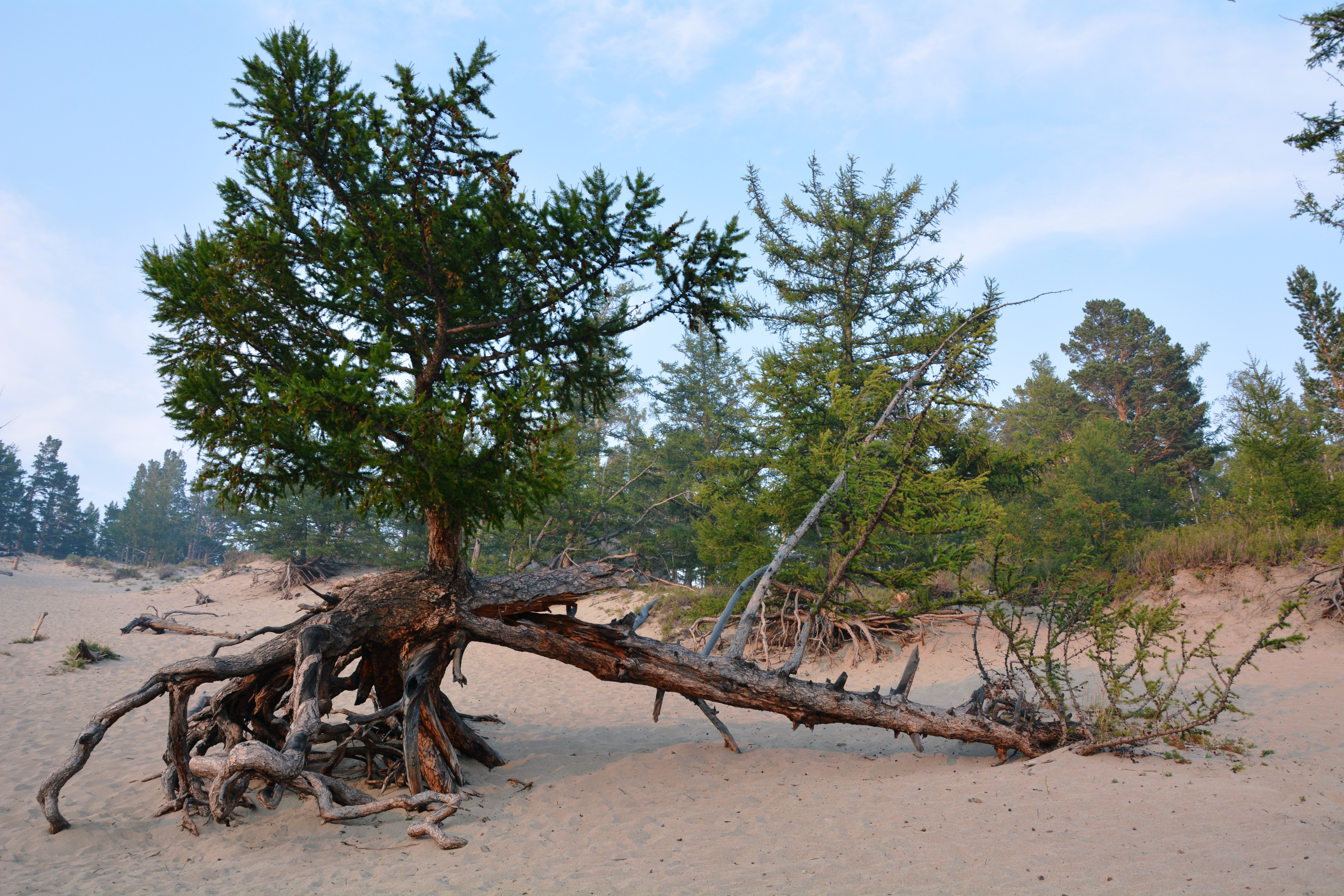
Ходящая Сосна
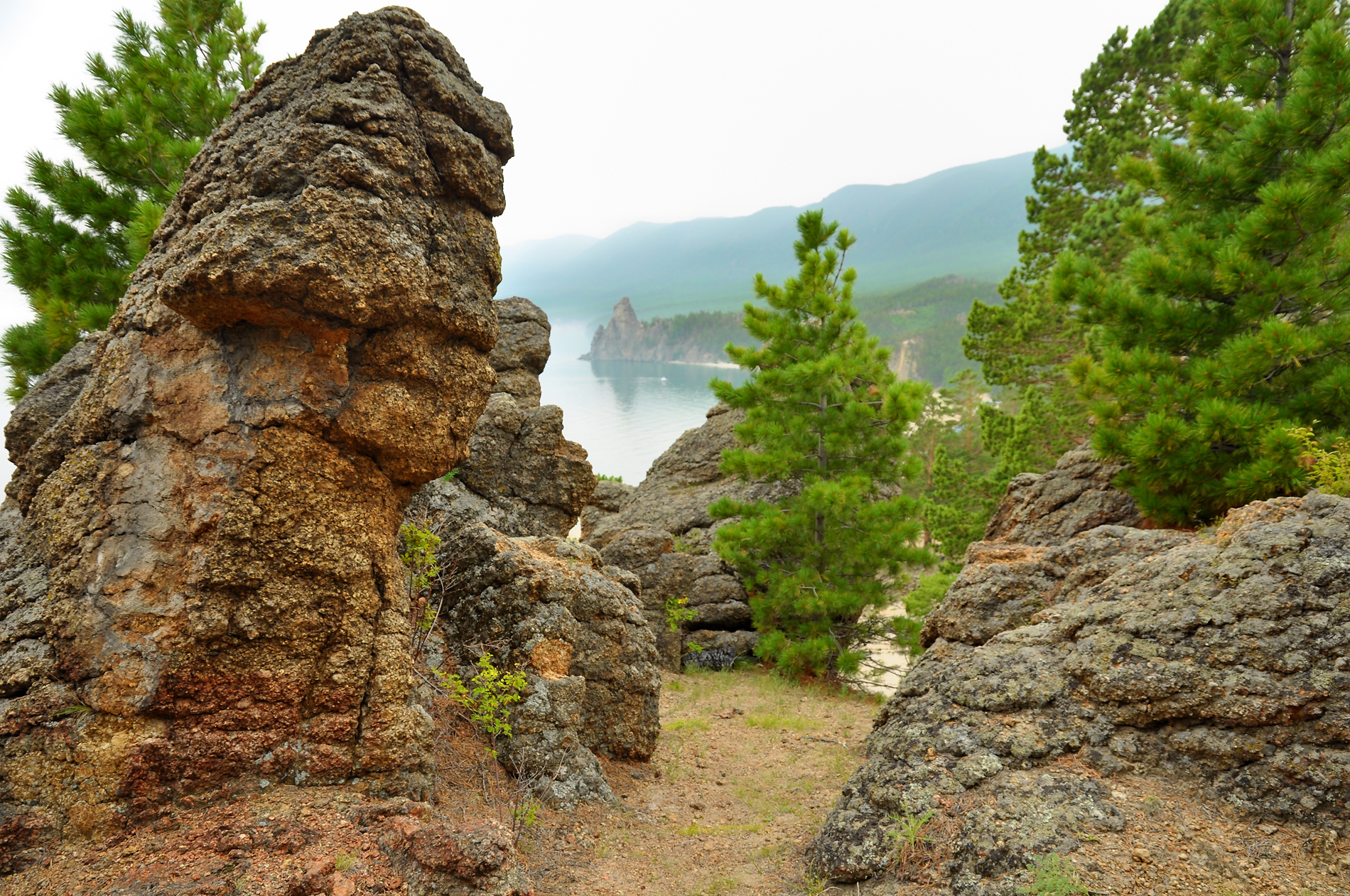
Скалы и сосны